# Бишкунак
Бишкунак (также бесконак, от каз. Бесқонақ; баш. Биш ҡунаҡ) — местное название похолодания, возникающего в конце марта — первой половине апреля после более-менее длительного периода сухой тёплой погоды.
Данное погодное явление имеет место в Башкортостане, Оренбургской, Челябинской, Курганской и Волгоградской областях России и в Казахстане.
С бесконаком связаны различные легенды, само слово в переводе с тюркских языков означает «пять гостей».

## Башкортостан, Оренбургская область и Западный Казахстан

### Погодные условия
В Башкортостане и Оренбургской области данное погодное явление называется «Биш кунак» или «Бишкунак» («пять гостей»). Биш кунак считается самым поздним весенним бураном, который может возникнуть в степи. Во время бишкунака в холодные вёсны может разыграться настоящий сильный буран со снегом, в тёплые же вёсны может возникнуть только похолодание или выпасть небольшой снег.

### Легенда
Когда-то давно в стародавние времена пятеро казахов возвращались из дальних гостей. Кочевники уже выехали на кочёвки, дорога домой лежала через степи, а люди были одеты довольно легко. В степи люди были застигнуты сильнейшим бураном, который разыгрался неожиданно. Путники сбились с дороги и замёрзли в степи. С тех пор башкиры стали выезжать на кочёвки только после 5 апреля по старому стилю, когда возможность сильного похолодания уже минует.

## Челябинская и Курганская области и Северный Казахстан
В Челябинской и Курганской областях и в северной части Казахстана с бишкунаком связана несколько другая легенда.
Ехали как-то 5 друзей в апреле месяце, погода стояла жаркая. Люди были в легкой одежде. Происходило все это, видимо, в северных областях Казахстана, непосредственно прилегающих к Челябинской и Курганской области. И вдруг подул сильный ветер, пошел снег и друзья насмерть замерзли. Непогода длилась 5 дней, и каждый день умирал один из друзей. С тех пор сильный северо-восточный ветер, приносящий резкое похолодание в апреле стали называть «Бес конак».

## Южный Казахстан
В Южном Казахстане «бесконак» обозначает несколькодневный период сильного северо-восточного ветра с пыльной бурей (иногда снегопадом) при малооблачном небе, обычно бывает в конце марта или в апреле на юго-восточной или южной периферии атмосферного циклона после холодного вторжения сдвоенных фронтов с севера или северо-запада.